# Microcharon hercegovinensis
Microcharon hercegovinensis är en kräftdjursart som beskrevs av Stanko Karaman 1959. Microcharon hercegovinensis ingår i släktet Microcharon och familjen Microparasellidae. Inga underarter finns listade i Catalogue of Life.